# Ghiacciaio Cooke
Il ghiacciaio Cooke è un ghiacciaio lungo circa 11 km situato sulla costa di Bryan, nella Terra di Ellsworth, in Antartide. Il ghiacciaio, il cui punto più alto si trova a circa 200 m s.l.m., fluisce verso nord a partire dall'estremità settentrionale della penisola Fletcher fino a entrare nel Mare di Bellingshausen.

## Storia
Il ghiacciaio Cooke è stato così battezzato dal Comitato consultivo dei nomi antartici in onore di Kirsten Cooke Healey, una specialista in grafica computerizzata dello United States Geological Survey (USGS), che, dalla prima metà degli anni 1990 in poi, si è occupata del progetto dello USGS riguardante la realizzazione di mappe glaciologiche e delle aree costiere dell'Antartide utilizzando immagini satellitari.